# Cissites auriculata
Cissites auriculata är en skalbaggsart som först beskrevs av Champion 1892.  Cissites auriculata ingår i släktet Cissites och familjen oljebaggar. Inga underarter finns listade i Catalogue of Life.